# Сан-Паоло-ді-Єзі
Сан-Паоло-ді-Єзі (італ. San Paolo di Jesi) — муніципалітет в Італії, у регіоні Марке,  провінція Анкона.
Сан-Паоло-ді-Єзі розташований на відстані близько 185 км на північ від Рима, 33 км на південний захід від Анкони.
Населення — 929 осіб (2014).
Щорічний фестиваль відбувається 25 січня. Покровитель — святий Павло apostolo.

## Демографія
Населення за роками:

Станом на 1 січня 2023 року в муніципалітеті офіційно проживало 120 іноземців з 24 країн, серед них 61 громадянин країн Євросоюзу та 3 громадяни України.

## Сусідні муніципалітети
- Купрамонтана
- Єзі
- Монте-Роберто
- Стаффоло